# Навчально-виробничий комбінат
Навчально-виробничий комбінат — навчальний заклад, який здійснює початкову професійно-технічну освітню підготовку старшокласників.

## В СРСР
Навчально-виробничі комбінати з'явилися в СРСР в середині 1970-х років. Постанова про їхню організацію була прийнята Радою Міністрів СРСР в 1974 році. У 1975 році було затверджено «Типове положення про міжшкільні навчально-виробничі комбінати трудового навчання та професійної орієнтації учнів».
Основними завданнями НВК було «ознайомлення учнів з трудовими процесами і змістом праці робітників на підприємствах, здійснення професійної орієнтації учнів з метою підготовки їх до свідомого вибору професії, навчання учнів початкових навичок праці за обраною професією». Згідно з «Положенням про організацію суспільно корисної, продуктивної праці учнів загальноосвітніх шкіл», учні старших класів загальноосвітніх шкіл були зобов'язані проходити професійне навчання (обсягом чотирьох годин на тиждень) і займатися суспільно корисною працею (до чотирьох годин на тиждень). Забезпеченням цього процесу і займалися навчально-виробничі комбінати. Для цього один робочий день на тиждень старшокласники займалися не у школі, а проходили навчання в НВК. Після закінчення навчання учні здавали кваліфікаційні іспити і отримували свідоцтво про оволодіння трудовою спеціальністю. Набір спеціальностей, за якими проводилося навчання, узгоджувався органами місцевого самоврядування та районними організаціями народної освіти.

## В Україні
Після розпаду СРСР в Україні МНВК продовжили діяльність. 30 листопада 1993 року Міністерством освіти і науки України видано наказ № 430 «Про затвердження Положення про міжшкільний навчально-виробничий комбінат». Згідно прийнятого положення, міжшкільний навчально-виробничий комбінат в Україні — навчально-виховний комплекс, який задовольняє потреби громадян, держави і суспільства у поглибленні базової трудової підготовки школярів 8-11 (10-11) класів, здійснює професійне консультування учнівської молоді, організовує їх добровільну продуктивну працю та забезпечує реалізацію потреб особистості в отриманні професії і кваліфікації відповідно до її інтересів, здібностей, наявних умов.